# 7239 Mobberley
7239 Mobberley eller 1989 TE är en asteroid i huvudbältet som upptäcktes den 4 oktober 1989 av den brittiske astronomen Brian G. W. Manning vid Stakenbridge-observatoriet. Den är uppkallad efter den brittiske amatörastronomen Martin P. Mobberley.
Asteroiden har en diameter på ungefär 3 kilometer.